# Milan Majerský
Milan Majerský (* 12. května 1971, Levoča) je slovenský konzervativní politik, pedagog a sportovec, od roku 2020 předseda politického hnutí KDH a od 1. prosince 2017 hejtman Prešovského kraje. V minulosti byl nejprve městským zastupitelem a v letech 2014 až 2017 primátorem města Levoča. V parlamentních volbách v roce 2023 byl zvolený poslancem Národní rady Slovenské republiky.

## Život

### Mládež, studium a pedagogická činnost
Narodil se v Levoči, kde prožil mládí. Jako student pracoval s mládeží, pořádal tábory a schůzky. Později začal studovat římskokatolickou teologii v semináři ve Spišské Kapitule.[zdroj?] Pedagogické studium završil získáním magisterského titulu na Řeckokatolické teologické fakultě Prešovské univerzity v roce 1997. V letech 1997-2014 působil jako učitel na Gymnáziu sv. Františka z Assisi v Levoči. Vyučoval tělesnou výchovu a náboženskou výchovu.
V letech 2013-2015 zastával funkci ředitele (na částečný úvazek) Katolického pedagogického a katechetického centra n.o. V roce 2016 úspěšně obhájil doktorát na Katolické univerzitě v Ružomberku, ve studijním programu: Teorie náboženské výchovy s názvem disertační práce: Využití pohybových aktivit v katechezi.

### Osobní život
Majerský má dvě děti z třináctiletého manželství s předchozí ženou Marcelou, s níž se v roce 2019 rozvedl a na jaře 2020 jejich manželství církevní soud prohlásil za neplatné. Krátce poté se Majerský zasnoubil s Miriam Lexmannovou, poslankyní Evropského parlamentu a stejně jako on členkou KDH. V srpnu 2020 se vzali v bratislavském kostele Panny Marie Sněžné.

### Sportovní kariéra
Byl aktivním sportovcem. Hrál házenou, hokej a basketbal. Věnoval se také cyklistice.
Basketbal začal hrát v 15 letech, při své výšce 200 cm hrál basketbal na pozici pivota. Hrál s klubem BK Kovohutě Krompachy v extralize mužů. V sezónách 2002/03 a 2003/04 hrál 1. slovenskou basketbalovou ligu za klub BK 04 AC LB Spišská Nová Ves. V roce 2004 vyhrál se Spišskou Novou Vsí 1. ligu a postoupil do extraligy. Později byl hráčem BK 95 Prešov a BK Slovenský Orol v Levoči, v roce 2018 hrál za Levoču ve 2. lize Východ jako starosta ve věku 46 let.

## Politická činnost
Majerský spoluzakládal v roce 1990 klub KDMS v Levoči. Od roku 1998 bylš členem Rady města Levoča. Tuto funkci zastával po tři volební období (do roku 2010). Od roku 2009 byl členem zastupitelstva Prešovského kraje. V komunálních volbách v roce 2010 kandidoval na post primátora Levoče s podporou široké koalice KDH, OKS, SaS, SDĽ a SDKÚ-DS, volby však prohrál o 12 hlasů. Získal 2 174 (45,24 %) hlasů, zatímco obhajující starosta Miroslav Vilkovský s podporou stran ĽS-HZDS, SF a SMER-SD získal 2 186 (45,49 %) hlasů. Následně se kvůli těsné porážce ve volbách od roku 2010 opakovaně soudil o post primátora Levoče.

### Primátor Levoče (2014–2017)
V roce 2014 se v komunálních volbách znovu ucházel o post primátora Levoče. Tentokrát již zvítězil, když byl zvolen ze čtyř kandidátů s poměrem hlasů 50,5 %, získal 2 370 hlasů. Kandidoval s podporou pravicové koalice KDH, KDS, Most-Híd, NOVA, OKS, #SIEŤ a SDKÚ-DS. Zajímavostí je, že se mu během jeho předsednictví podařilo sjednotit městské zastupitelstvo, ve kterém nevznikla žádná stranická frakce.
V roce 2016 město Levoča pod jeho vedením zakoupilo pozemky za účelem výstavby individuální bytové výstavby (za cenu 17 €/m², usnesení č. 10) a následně oslovilo developerskou společnost, které město pozemky prodalo přímo, bez soutěže (za cenu 10 €/m², usnesení č. 7), což osobně potvrdil místostarosta v diskusi v TV Levoča.
Za rok 2016 skončila Levoča v hospodaření na 130. místě ze 138. hodnocených míst. Úrokové zatížení města se však snížilo ze 108 000 EUR (2016) na 75 000 EUR (2017).
Levoča se pod vedením starosty Majerského umístila v žebříčku Transparency International za rok 2016 na 74. místě ze 100 měst. Za jeho starostování byl 30. září 2015 otevřen nový zimní stadion a byl přijat zákaz hazardu (květen 2016). V květnu 2016 podepsal jako první primátor na Slovensku memorandum o spolupráci s Městským parlamentem mládeže. V srpnu 2017 zahájila společnost Helske s.r.o. jako nový investor v brownfieldové průmyslové zóně Levoča výstavbu výrobních hal, které do konce roku 2018 vytvoří 120 nových pracovních míst. V září 2017 byla zahájena rekonstrukce vstupního bodu do města - Košické brány, do které bude investováno celkem 500 000 eur. Kromě toho město pod jeho vedením investovalo i do dalších menších rekonstrukcí: fontána milosrdenství, dětské hřiště na sídlišti Západ, oprava chodníků na sídlišti Západ atd.
V dubnu 2016 oznámil svou kandidaturu na post předsedy Kresťanskodemokratického hnutí (KDH). Později svou kandidaturu stáhl, ale v červnu byl zvolen místopředsedou Křesťanskodemokratického hnutí.

### Hejtman Prešovského kraje
V květnu 2017 oznámil kandidaturu na hejtmana Prešovského kraje za koalici stran KDH - OĽANO - SaS - NOVA. Dne 4. listopadu 2017 byl zvolen hejtmanem Prešovského kraje. Při historicky nejvyšší volební účasti v kraji (29,95 %) zvítězil v devíti okrscích a získal 40,4 % hlasů oproti Petru Chudíkovi (SMER-SD) s 30,6 % a čtyřmi vítěznými okrsky.
Ve spolupráci s ministerstvem hospodářství plánuje přilákat do regionu investory a ve spolupráci se státními orgány pomoci romské komunitě najít zaměstnání. Chce také najít nové letecké dopravce do kraje, rozvíjet lázeňství nebo budovat cyklostezky a podporovat sdílení kol. Chce urychlit výstavbu obchvatu Prešova a rychlostních komunikací dále na východ Slovenska do Svidníku nebo Sniny. Chce podporovat mládež a vytvořit například studentský parlament PSK.
V roce 2022 opět kandidoval na post předsedy PSK. Ve volbách ho kromě KDH podpořily strany SaS, Sme rodina a ZA ĽUDÍ. Mandát obhájil ziskem 111 343 hlasů (42,01 %) a zvítězil před Michalem Kaliňákem, který získal 31,39 % hlasů.

### Volby do NR SR 2020 a 2023, předseda KDH

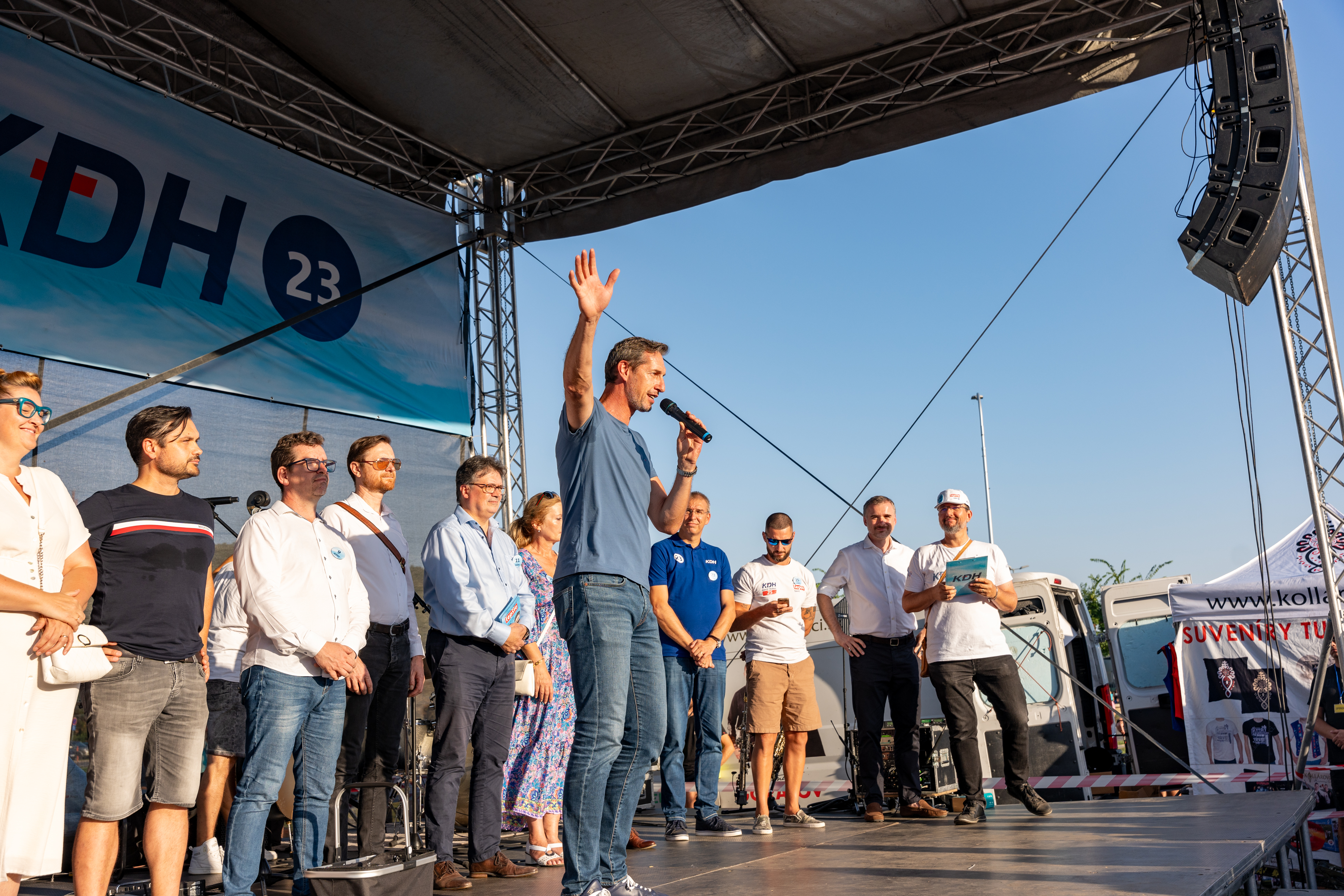
Majerský a další představitelé KDH na rodinné show v Nitře (září 2023)

Majerský kandidoval ve volbách do Národní rady Slovenské republiky v únoru 2020 z druhého místa kandidátní listiny KDH. Získal 33 516 preferenčních hlasů (hned za předsedou KDH Alojzem Hlinou), ale protože KDH získalo pouze 4,65 % hlasů, do parlamentu se nedostal.
Dne 6. května 2020 Majerský oznámil svou kandidaturu na předsedu KDH na plánovaném srpnovém sjezdu. Jeho kandidaturu podpořily mimo jiné KDMS a Sdružení křesťanských seniorů Slovenska. Sjezd KDH se konal 22. srpna 2020 v Ružomberku. Majerský byl zvolen předsedou KDH, jako jediný kandidát získal 278 z 326 hlasů delegátů.
Majerský byl na sjezdu hnutí 18. června 2022 znovu zvolen předsedou KDH. Neměl protikandidáta a získal nadpoloviční většinu hlasů 298 delegátů. Stal volebním lídrem KDH ve volbách do Národní rady v září 2023, kdy strana poprvé od roku 2016 získala zastoupení v slovenském parlamentu.

### Názory na politická témata
Milan Majerský v rozhovoru pro Denník N uvedl, že „podpis smlouvy je standardní postup“. Podporuje uzavření smlouvy DCA se Spojenými státy a poukazuje na vyjádření amerického velvyslance, že zde nebudou žádné základny a neobává se ztráty suverenity kvůli přítomnosti americké armády.
Naopak jako problém vidí cestu generálního prokurátora Maroše Žilinky do Ruska na oslavy výročí ruské prokuratury: „Maroš Žilinka je slušný člověk, ale někdy to přehání a nejvíc mi vadí jeho prohlášení o cestě do Moskvy na setkání s ruským prokurátorem.“ Podle Milana Majerského není taková cesta ani slušná, ani vhodná.

### Kritika
Majerský se stal terčem kritiky, když 3. září 2023 v pořadu Na telo označil LGBT lidi výrazem „pohroma“ (pliaga) a přirovnal ji ke korupci. Poté, co se na něj obrátili politici z jiných stran (PS, SaS, Demokrati), se Majerský omluvil a upřesnil, že toto označení „nebylo namířeno proti skupině lidí, ale proti ideologii,“ a uvedl že si při otázce představil téma registrovaného partnerství nebo manželství.